# Aleš Čermák
Aleš Čermák (Praga, 1 de octubre de 1994) es un futbolista checo que juega en la demarcación de centrocampista para el Bohemians 1905 de la Liga de Fútbol de la República Checa.

## Biografía
Tras formarse en el Sparta de Praga, finalmente en 2013 subió al primer equipo. Hizo su debut con el club el 3 de abril de 2013 en un encuentro de la Copa de la República Checa contra el Sigma Olomouc, encuentro que finalizó con un resultado de 2-4 a favor del club praguense. Su debut en liga se hizo esperar tres días más, ya que saltó al campo, de nuevo contra el Sigma Olomouc, ganando de nuevo, esta vez por 0-3. Posteriormente, en busca de más minutos, se marchó cedido al Loko Vltavín, F. C. Hradec Králové y al F. K. Mladá Boleslav, hasta que finalmente en 2017 se desvinculó del club para fichar por el F. C. Viktoria Plzeň.

## Clubes
| Club                           | País            | Año       | Partidos | Goles |
| ------------------------------ | --------------- | --------- | -------- | ----- |
| Sparta de Praga                | República Checa | 2013      | 8        | 0     |
| Loko Vltavín (cedido)          | República Checa | 2013-2014 | 14       | 1     |
| F. C. Hradec Králové (cedido)  | República Checa | 2014-2015 | 24       | 5     |
| F. K. Mladá Boleslav (cedido)  | República Checa | 2015-2016 | 33       | 9     |
| Sparta de Praga                | República Checa | 2016-2017 | 21       | 1     |
| F. C. Viktoria Plzeň           | República Checa | 2017-2023 | 152      | 25    |
| Bohemians 1905 (cedido)        | República Checa | 2023      | 6        | 3     |
| F. C. DAC 1904 Dunajská Streda | Eslovaquia      | 2023-2024 | 15       | 5     |
| Bohemians 1905                 | República Checa | 2024-     | 28       | 3     |

## Palmarés

### Títulos nacionales
| Título                               | Club                 | País            | Año  |
| ------------------------------------ | -------------------- | --------------- | ---- |
| Copa de la República Checa           | F. K. Mladá Boleslav | República Checa | 2016 |
| Liga de Fútbol de la República Checa | F. C. Viktoria Plzeň | República Checa | 2018 |
| Liga de Fútbol de la República Checa | F. C. Viktoria Plzeň | República Checa | 2022 |